# Cotoneaster acuminatus
Cotoneaster acuminatus là loài thực vật có hoa trong họ Hoa hồng. Loài này được Lindl. mô tả khoa học đầu tiên năm 1821.
Đây là loài bản địa ở dãy Himalaya. Trong rừng loài này có thể được tìm thấy ở độ cao của 1.300-3.000 mét, trong khi trên các sườn đồi loài cây này được tìm thấy tại độ cao 2.500-3.500 mét. Loài này cũng được du nhập với Oregon.